# 公山尾砲臺
公山尾砲臺，是位於台灣基隆市信義區與新北市瑞芳區交界處月眉山的一座砲台遺址，鄰近今日新北市瑞芳區天外天花園墓園與基隆市天外天垃圾資源回收焚化廠，過去曾是台灣日治時期基隆要塞司令部的要塞轄內設施，目前尚未具有文化資產身份。

## 歷史
台灣於光緒二十一年（西元1895年）接受日本統治後，日軍隨即起調查和測繪基隆各砲臺之標高和配備，基隆要塞砲兵大隊於明治三十八年（西元1905年）2月始建公山尾臨時砲臺，完成於同年6月，並與牛稠嶺砲臺進行備砲工事配備。備砲安式六吋加農砲四門是台灣總督府築城部基隆分部因應日俄戰爭修建的防禦工程之一，屬於日治時期基隆要塞所管轄區域，與鄰近的四腳亭砲台、槓子寮砲臺，為同時監控瑞芳地區前往基隆陸路用處防禦任務的重大要塞。
大正11年（1922年），由於防衛形式的改變使基隆要塞縮編，其中公山尾砲臺及八尺門砲臺原訂於1913年預定廢止，並於1922年間正式除籍，撤除火砲設為基隆重砲兵大隊的臨時演習砲台。部份結構石材作為修繕材料使用。並在大正15年（1926年）設立臨時兵器之安式六吋加農砲。
1934年，根據根據要塞再整理修正計畫要領之內容，公山尾砲臺遭到即時廢止。

## 平面配置與構造
公山尾臨時砲臺系統依照月眉山與周圍地形而興建，標高215公尺，砲台遺址所在地雜草叢生，無人維護。目前僅存部分砲台圍牆及砲座遺跡。